# فانک
موسیقی فانک (به انگلیسی: Funk) سبکی آمریکایی از موسیقی است که در دهه ۱۹۶۰ میلادی هنگامی که هنرمندان آفریقائی-آمریکایی با ترکیب موسیقی سول، جاز و ریتم اند بلوز به گونه‌ای قابل رقص و ریتمیک تر از موسیقی دست یافتند، به وجود آمد. فانک تأکید را از ملودی و هارمونی پس‌زمینه، به سوی جمله‌های ریتمیک قوی گیتار باس و درامز به پیش‌زمینه کشاند. ترانه‌های این سبک معمولاً بر پایه جمله‌های گسترده‌ای از یک آکورد می‌باشد که علامت متمایزکننده بین آن و سبک‌های موسیقی سول و ریتم اند بلوز است که با محوریت تغییر آکوردها ساخته می‌شوند.